# Lugnets industriområde

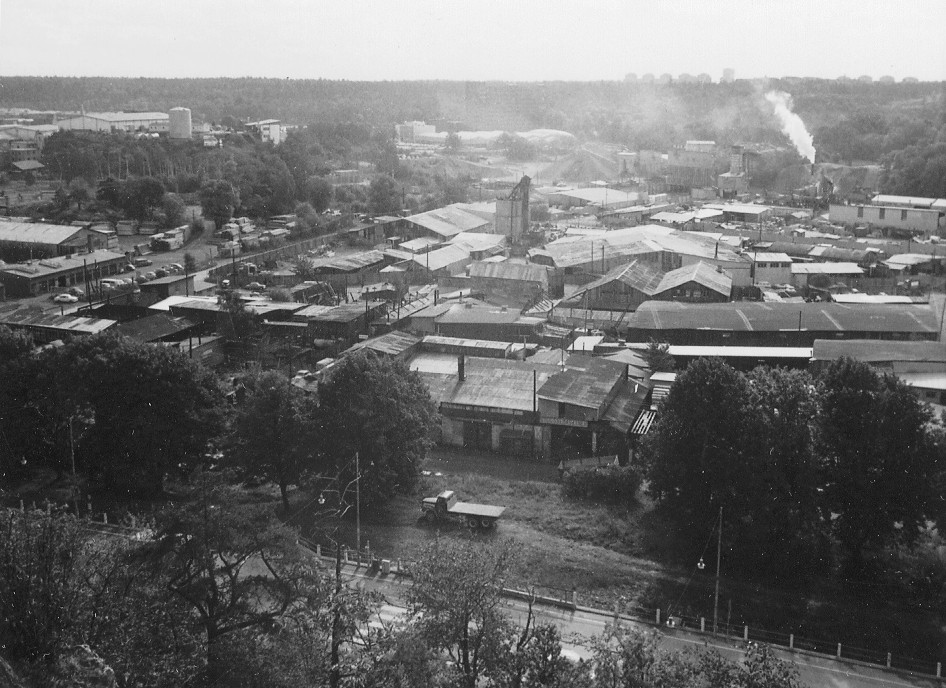
Lugnets industriområde september 1968.

Lugnets industriområde var ett tidigare industriområde i Södra Hammarbyhamnen i Stockholm. Området började växa fram i slutet av 1920-talet och revs år 2002 för att ge plats åt nya bostäder. Idag ingår området i det informella området Hammarby Sjöstad.

## Historik

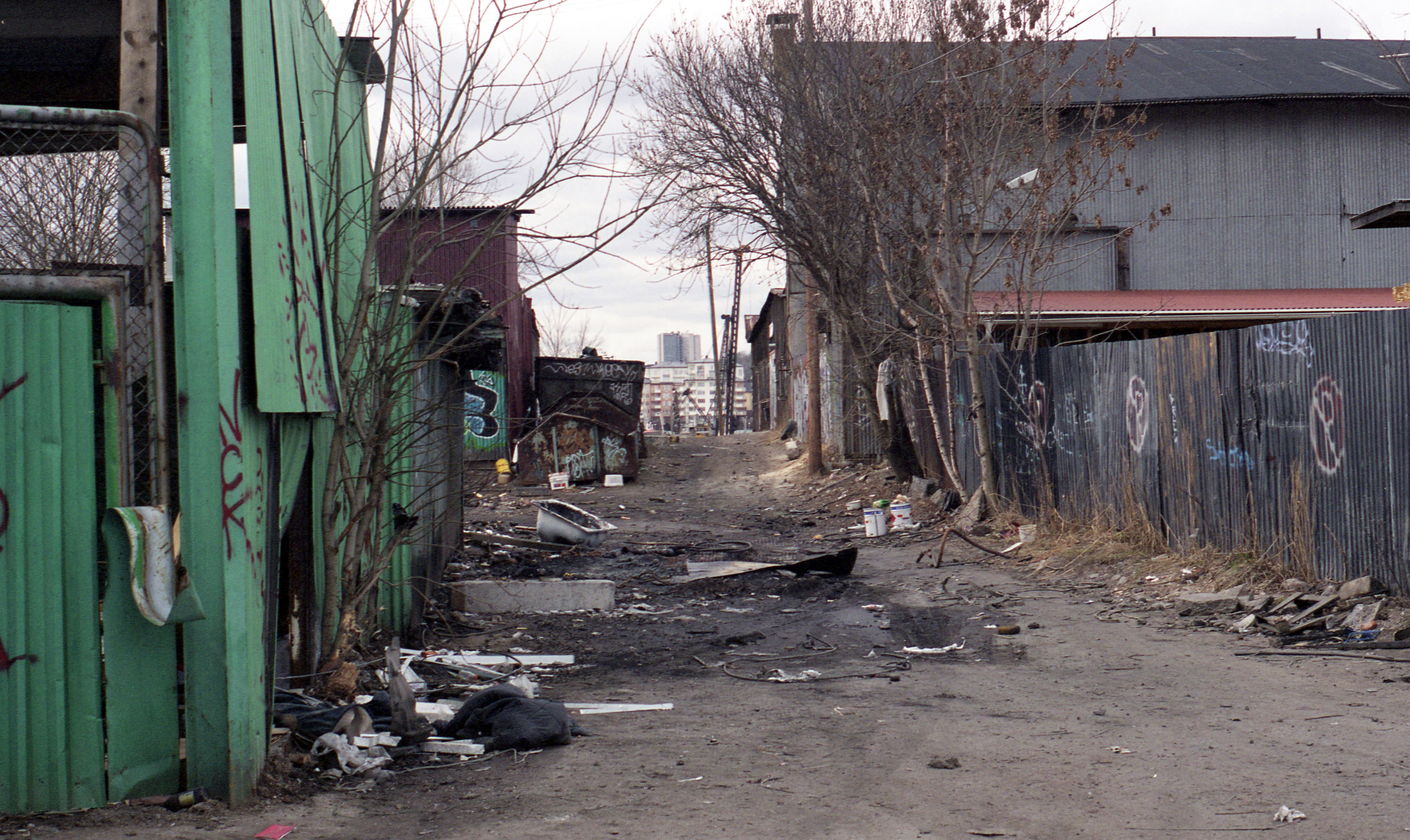
Lugnets industriområde under rivning 2002. "Smala gränden", vy mot väster (nuvarande Fartygsgatan).

Lugnet blev allmänt känt som ett av de sista och mest seglivade "skjulområdena" i Stockholmsområdet – jämförbart med kåkstäder. Fisksjöäng fanns kvar lite längre än Lugnet men revs 2003, och idag finns bara Snösätra industriområde kvar. Marken där Lugnets industriområde fanns var ursprungligen sjöbotten, men efter sänkningen av Hammarby Sjö 1918–1925 upplät Stockholms stad området som provisoriskt småindustriområde. Under årens lopp har det sedan funnits en rad planer för området, bland annat ett kafferosteri för Kooperativa Förbundet. Inga av dessa har emellertid blivit förverkligade. 
Industriområdet kom under 1950- och 1960-talen att växa i omfattning, för att även infatta gamla Sickla park. Utvecklingen och investeringarna stannade dock upp under slutet av 1980-talet då planerna för byggnadsprojektet Hammarby Sjöstad började ta form. Många av småindustrierna och verkstäderna flyttade sedan efter hand för att ge plats åt mer ljusskygg verksamhet. Under slutet av 1990-talet hade industriområdet förvandlats till ett ökänt tillhåll för missbrukare, hemlösa och kriminella mc-ligor. 1996 inleddes rivningen av industriområdet. De sista skjulen i Lugnet försvann under 2002.
Lugnet var känt för att inte likna något annat område i Stockholm. Här fanns småindustrier, många av husen var bara skjul i korrugerad plåt. Området var rivningshotat länge, alla kontrakt var ettåriga, därför ville ingen heller investera i mer än nödvändiga byggen eller renoveringar. Det var även svårt att bebygga marken på grund av stabilitetsproblem (gammal sjöbotten). På slutet, då det fanns en hel del ljusskygg verksamhet, brukade det stå rader av bilvrak och husvagnar utefter husväggarna.

## Bilder

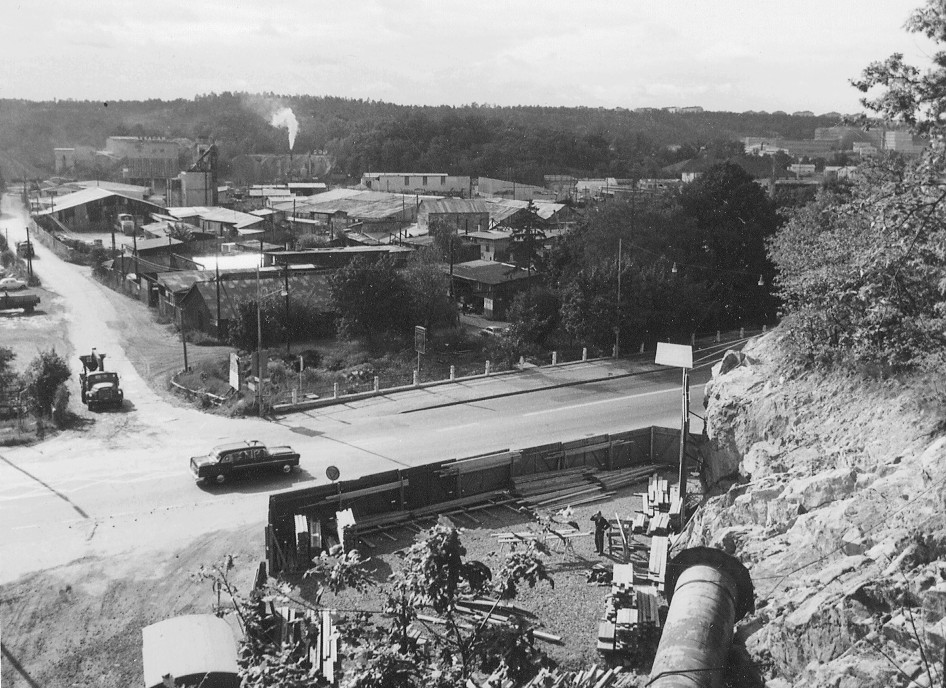
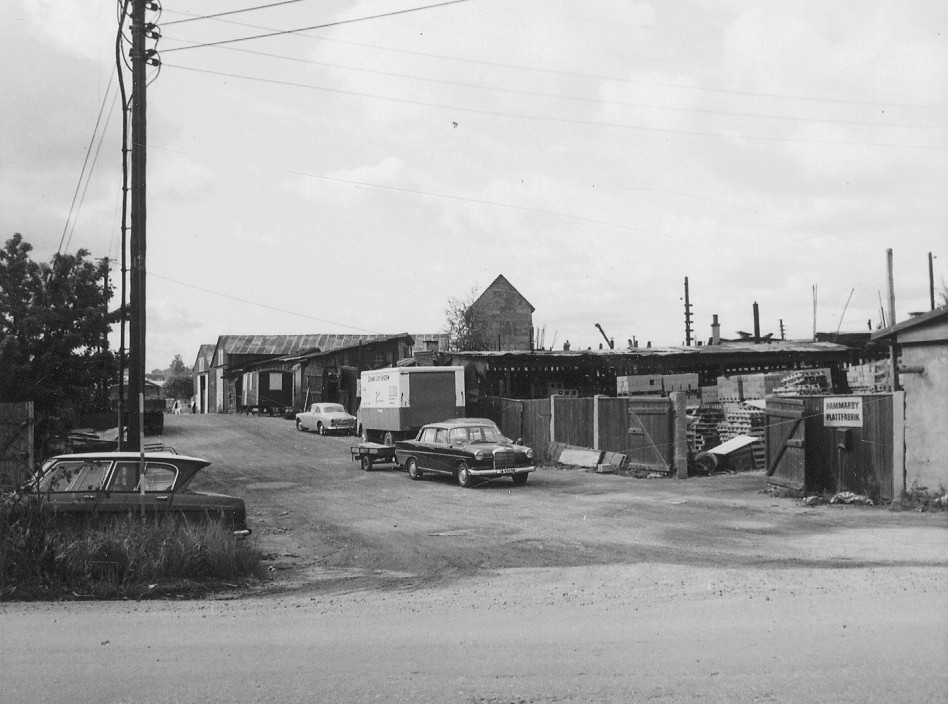
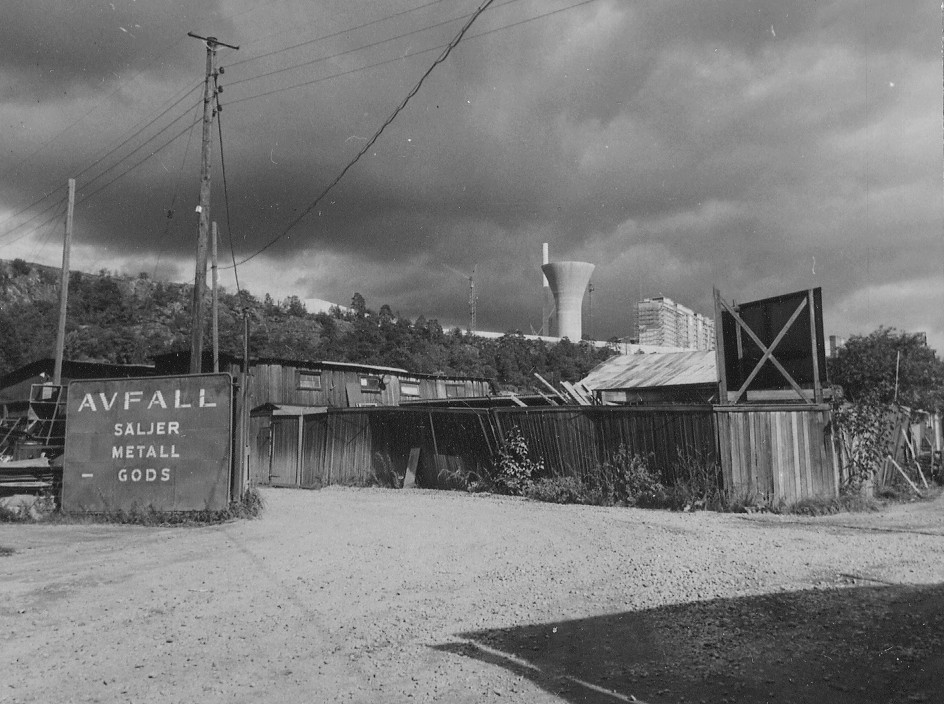
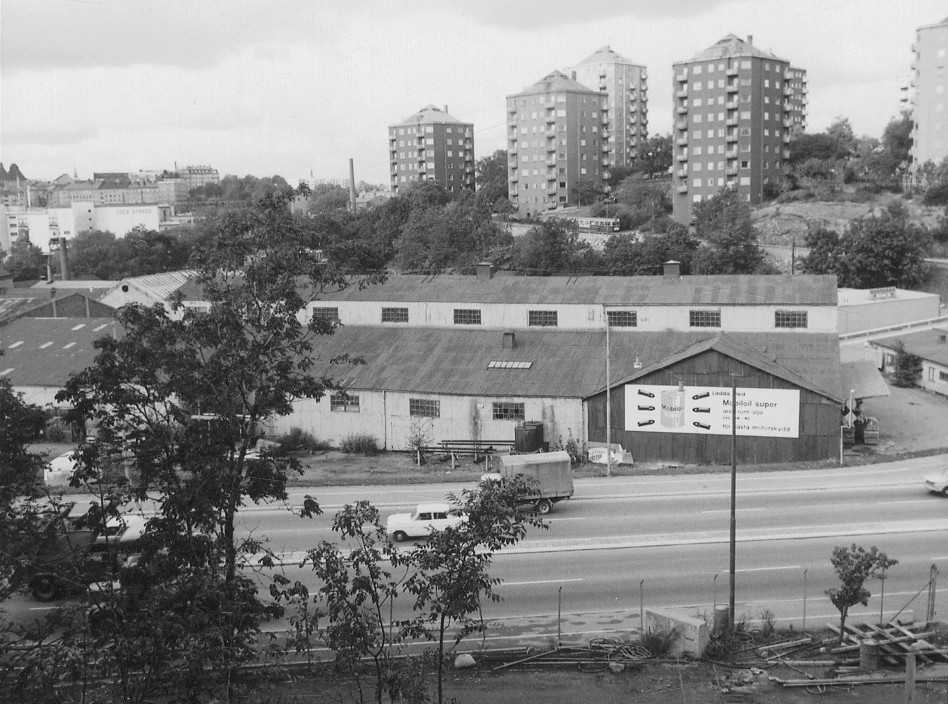
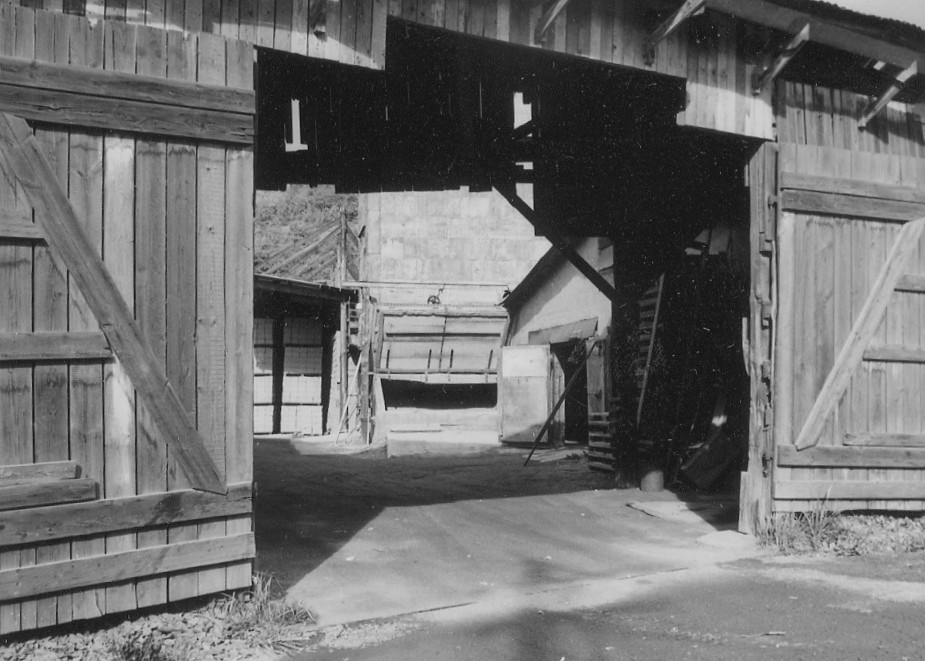